# Phytomyza riparia
Phytomyza riparia är en tvåvingeart som beskrevs av Sehgal 1971. Phytomyza riparia ingår i släktet Phytomyza och familjen minerarflugor.
Artens utbredningsområde är Alberta. Inga underarter finns listade i Catalogue of Life.